# ヴコヴァル

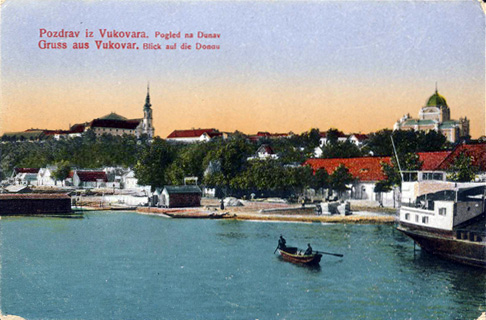
20世紀初頭のヴコヴァル

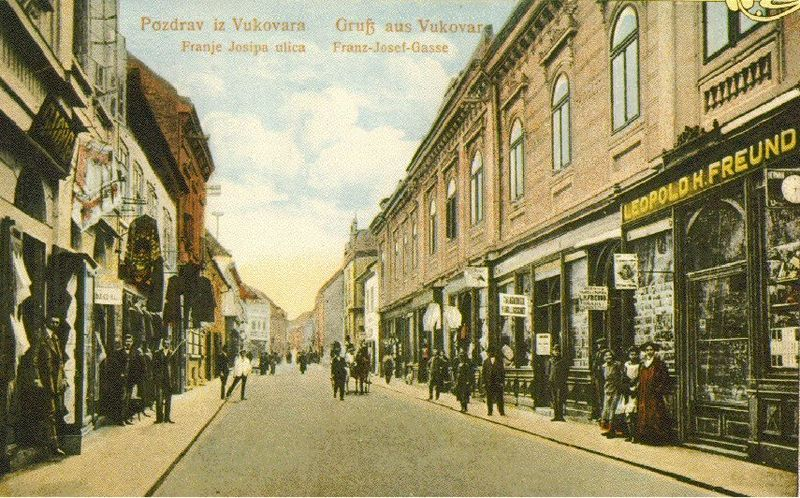
第一次世界大戦中のメインストリート

ヴコヴァル（クロアチア語: Vukovar,ハンガリー語: Vukovár,セルビア語: Вуковар,ドイツ語: Wukowar）は、クロアチア、ヴコヴァル＝スリイェム郡の都市及び基礎自治体でヴコヴァル＝スリイェム郡の郡都である。

## 地勢・交通

1991 年の祖国戦争後の市内中心部の廃墟

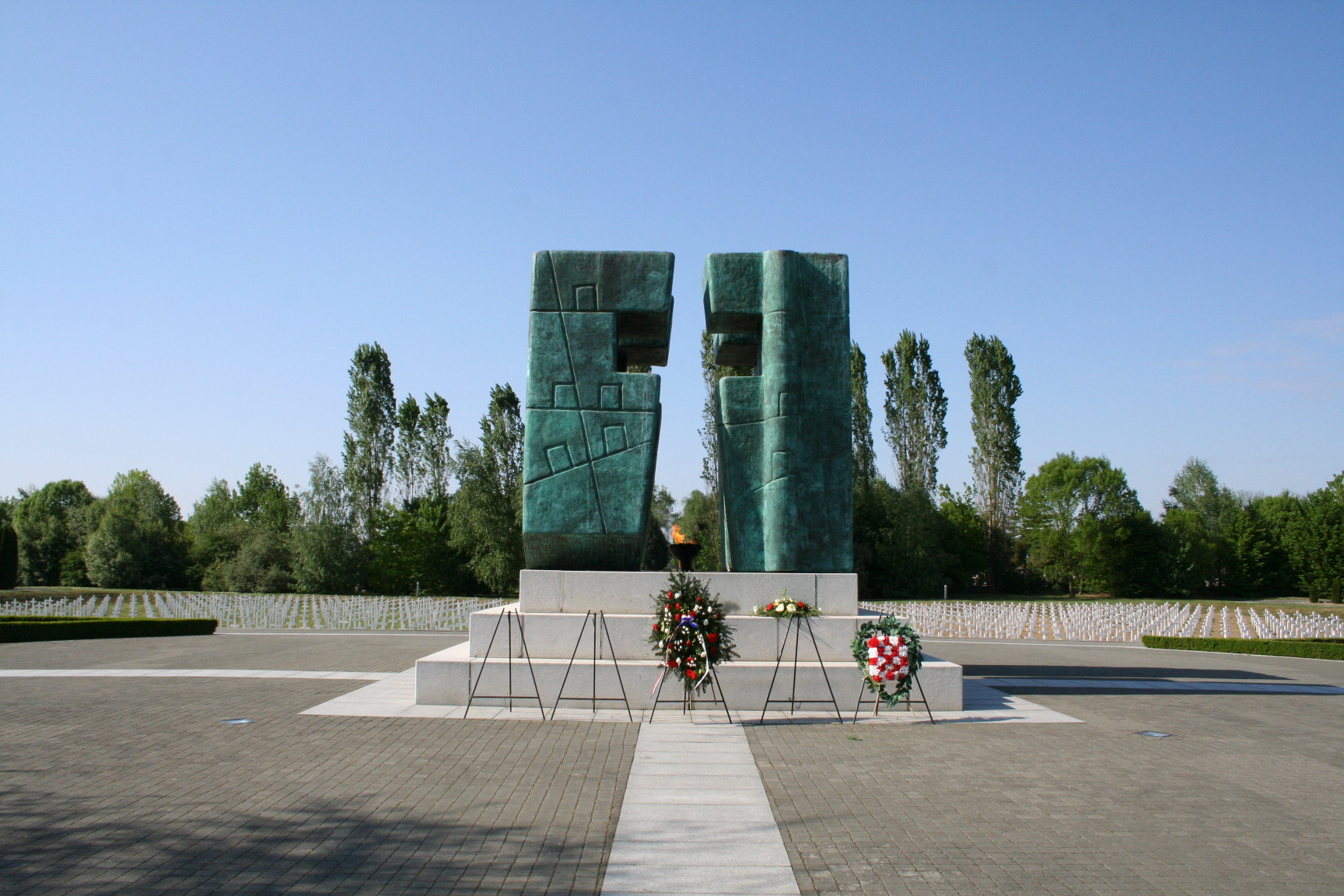
クロアチア独立戦争における戦争犠牲者の国立記念墓地

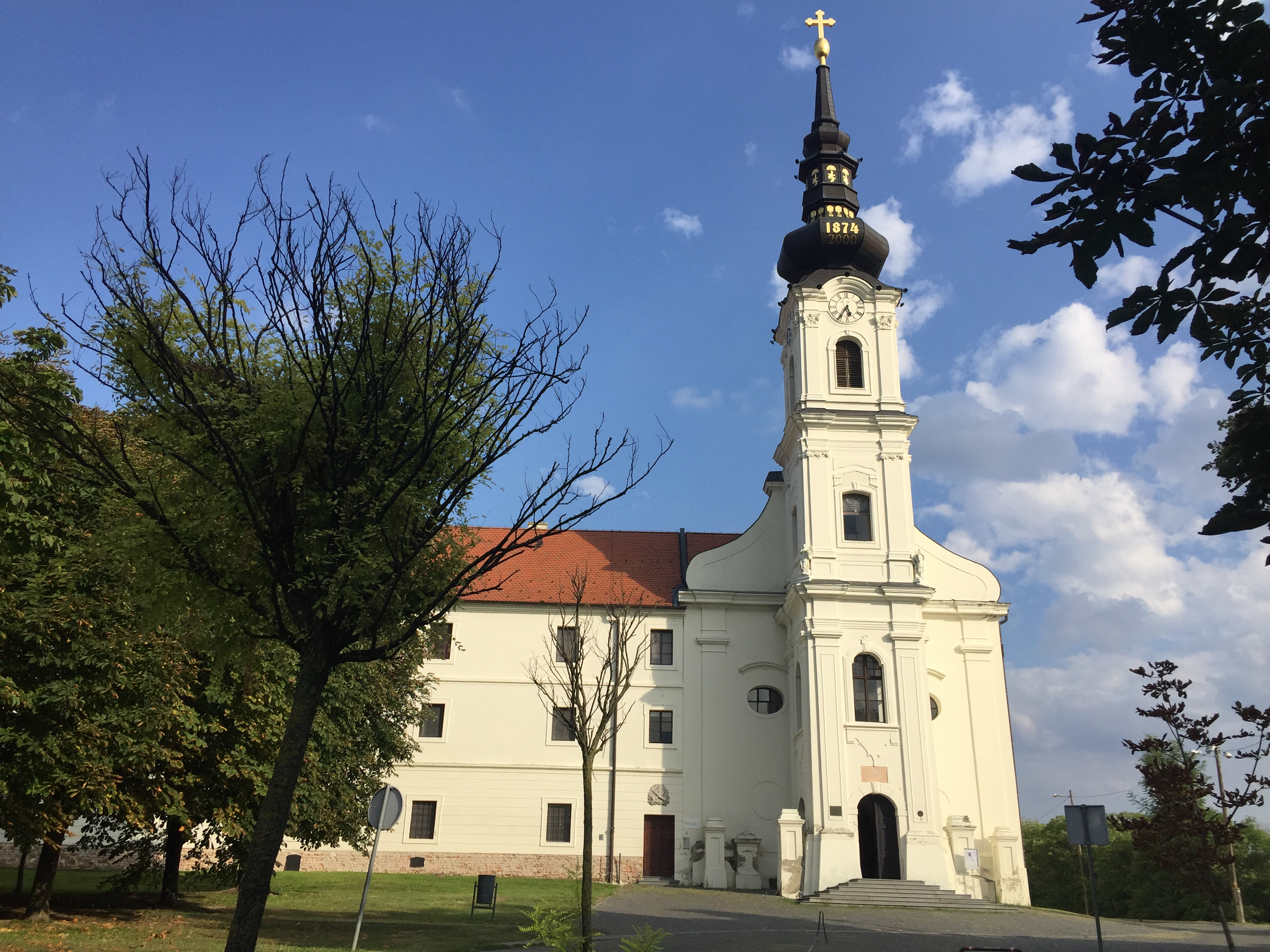
大きな教会

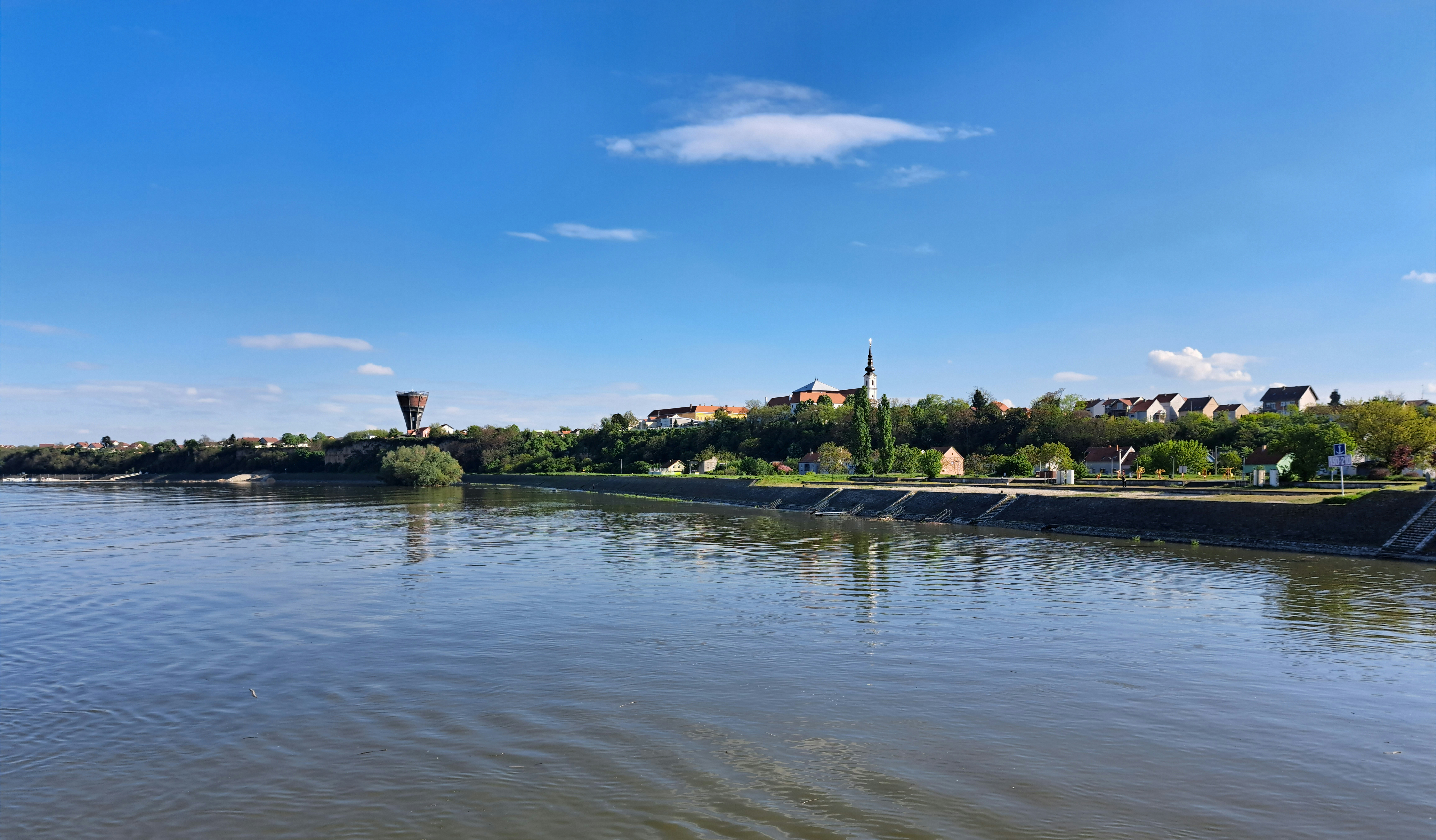
ドナウ川から見た市内中心部

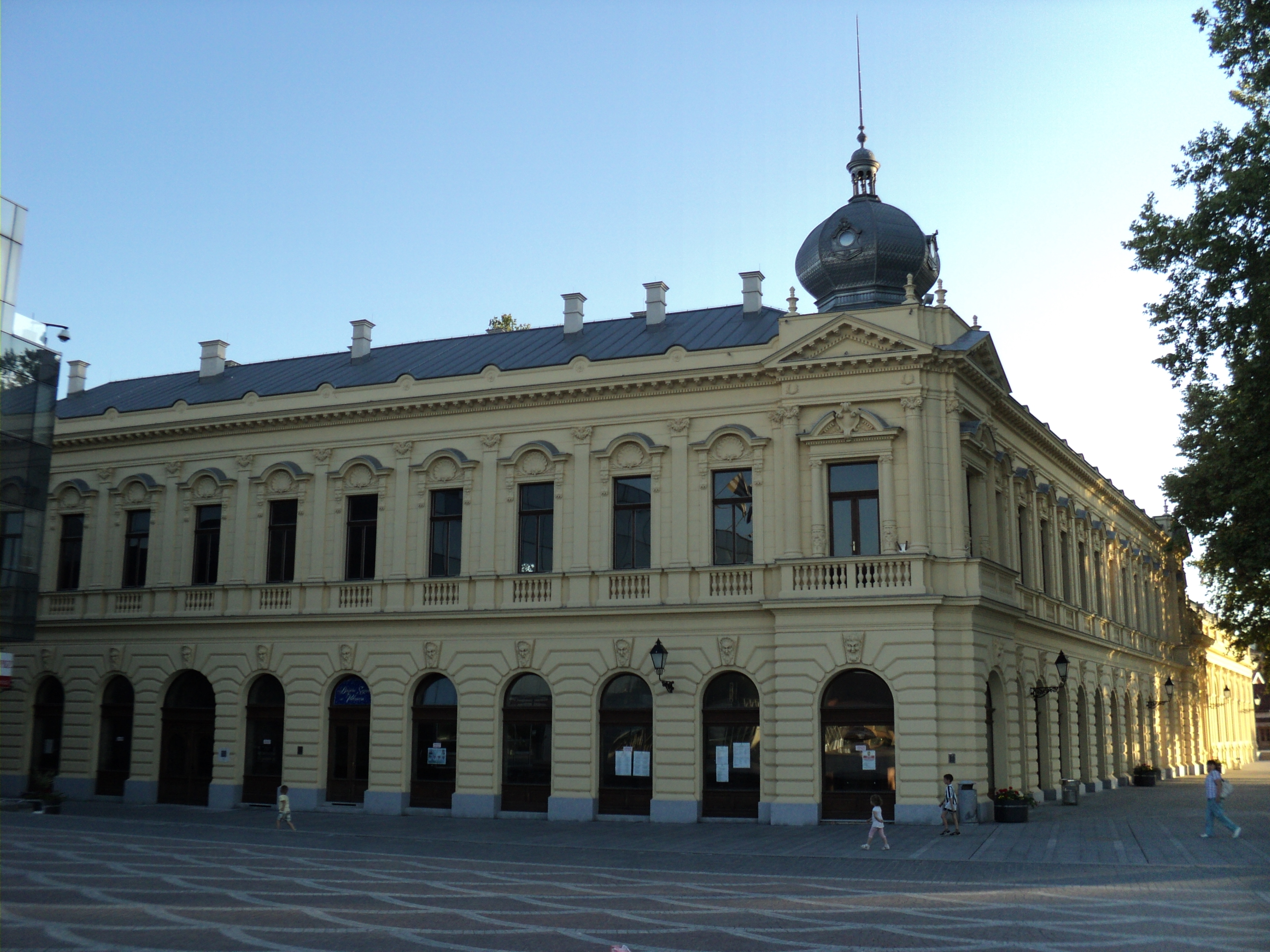
旧グランドホテル

地理的には、スラボニア東部に位置し、ドナウ川とヴゥカ川の合流地点に位置し、大きな河港がある。ドナウ川を挟み、対岸はセルビアのヴォイヴォディナである。都市の名であるヴコヴァルは町を流れるヴゥカ川から来ており、ハンガリー語ではヴァル（vár）は城を意味する。ヴカ川はもともとはスラヴ語で狼を意味するヴゥク（vuk）から来ているとされる。ヴィンコヴツィの北東20km、オシエクの南東36kmの場所に位置し標高は108mである。市街はドナウ川に沿って広がり、ヴコヴァル市部は南東部にボロヴォ・ナセリェ地区（Borovo Naselje）は北西部に別個に広がっている。ヴコヴァル基礎自治体にはリポヴァチャ（Lipovača）やソティン（Sotin）、グラボヴァ（Grabovo）などの村も含まれる。ユーゴスラビア社会主義連邦共和国時代のヴコヴァルの行政区域は現在よりも広かったが、その後いくつかの自治体に分割されている。ヴコヴァルには幹線道路D2号線（オシエク - ヴコヴァル - イロク）とヴィンコヴツィ - ヴコヴァル鉄道が通じている。

## 歴史

### 中世
スラヴ人がヴコヴァル周辺にやって来たのは6世紀のことである。9世紀、この地域はリュデヴィト・ポサヴスキ（en）が治めるパンノニア君主国（en）や、ブルガリア帝国の一部であるスラヴ人国家であったバラトン君主国（en）のプリビナ（en）の統治下にあった。11世紀から12世紀にかけてはクロアチア王国の統治下に入る。ヴコヴァルが最初に言及されたのは13世紀のことで、ヴォルコ（Volko）やワルク（Walk）、ウォルコヴ（Wolkov）等の名称であった。もともとのクロアチア人などのスラヴの名称では町はヴコヴォの名である。14世紀からはもっとも広く現在でも使われる名称であるヴコヴァル（Vukovár）が使われるようになった。ハンガリー王はヴコヴァルをドラヴァ川とサヴァ川の間に位置するスレム王国の中心とした。16世紀から17世紀にかけてはオスマン帝国に支配される。オスマンの支配が終わる頃の町には約3,000人が居住していた。

### 近世・近現代
17世紀後半からヴコヴァルはハプスブルク君主国の一部となり、以前はクロアチア王国とハンガリー王国の一部であったオーストリア皇帝属領のスラヴォニア王国に含まれた。この間、ヴコヴァルはスレーム県の中心地となった。1868年からスラヴォニア王国はクロアチア王国と一緒になりクロアチア＝スラヴォニア王国と呼ばれるようなり、ヴコヴァルもその中に含まれた。1910年、ヴコヴァルの人口は10,359人を数えクロアチア人が4,092人（39.02%）、ドイツ人が3,503人（33.80%）、セルビア人が954人（9.20%）、ハンガリー人やその他の民族が183人（1.80%）を占めていた。1918年より後のユーゴスラビア王国となるスロベニア人・クロアチア人・セルビア人国の一部となる。1918年から1922年にかけてスレム郡の行政的な中心となり、1922年から1929年にかけてはスレム州の行政の中心とされた。1929年からはサヴァ自治州（Sava Banovina）が置かれ、1939年からはクロアチア自治州の一部となっている。1941年から1944年にかけてはナチスの傀儡国家であるクロアチア独立国の領域となる。第二次世界大戦中、ヴコヴァルは連合国の空爆を受ける。2008年に当時の不発弾が市内で見つかっている。1945年からは新たにユーゴスラビア社会主義連邦共和国のクロアチア社会主義共和国となる。

### クロアチア紛争
クロアチア紛争時のヴコヴァルの戦いでは、町が完全に荒廃しきっていた。ユーゴスラビア人民軍が支援する36,000人のセルビア人勢力がヴコヴァルの町を1991年8月25日から11月18日にかけての87日間にわたり攻撃を行いクロアチア人側は僅か2,000人の防衛隊で応戦した。当時、クロアチア勢力の装備は未熟な状態だった。セルビア側は重火器や110の戦車や車両、多くの軍用機により町を壊滅させた。1,000人を超える住民が犠牲になり、5,000人以上が強制収容所に入れられた他多くの行方不明者や難民を出している。ヴコヴァルでの戦闘はスターリングラード攻防戦に比べれば遥かに小さな規模であるが、ヨーロッパでは第二次世界大戦以来最悪の出来事でもあった。
貯水塔の弾痕の穴は1990年代初期の出来事の証として都市計画により保存されている。強烈な印象を残した戦いは戦後の文化にも影響を与えた。ヴコヴァルでの戦闘を映画化したものとして、「ブコバルに手紙は届かない」（邦題）がある。又、アメリカ合衆国のテレビ局NBCのドラマ「ER緊急救命室」に登場する医師ルカ・コヴァッチュはインター時代をここで過ごし、家族を失ったという設定になっている。
2006年11月18日に犠牲者の追悼や戦いの終結から15年周年の記念に、各国から約25,000人が集まった。攻撃を受けた病院の地下には包囲に関した博物館が開館し、現在では再建されている。2007年9月27日、旧ユーゴスラビア国際戦犯法廷（ICTY）で二人の前ユーゴスラビア人民軍将校に対して有罪の判決が下れたが、病院での虐殺に関しての関与は三分の一は免除とされた。

## 人口動態
1948年から紛争前の1991年まで人口は産業の振興によって増加し、とくに移住者の増加はヴコヴァル地域の成長に寄与していた。地域の人口分布が顕著に変化した際、イロクは2番目に大きな町になっている。クロアチア人はほとんどの村や東側の地域では多数派を占め、北東部ではセルビア人が優勢であった。ヴコヴァルでの民族構成は紛争以前は多民族で28の民族で構成されていた。行政区域の変更が数度行われているため、現在の行政区域での人口と過去の人口の統計調査範囲は異なっている。
紛争期間中から、もともとのクロアチア人たちはクロアチアの他の地方への移住や西ヨーロッパ諸国、とくにドイツやオーストリアなどへ移民として移り住み、多くのセルビア人たちもセルビアへの移住やカナダや西ヨーロッパ諸国へ移民として移住している。紛争から15年後の2006年のクロアチア人とセルビア人の人口比率はほぼ同数とされている 。
現在でもクロアチア系の住民とセルビア系の住民の間では和解が深く根付いておらず、ヴコヴァルの都市は分断されている。相互不信は未だに残っており、クロアチア人とセルビア人の子供たちの別れた学校教育は残っている。クロアチア人とセルビア人を巻き込んだ事件はしばしば起こり、公共の場所ではそこで提供されるサービスではなくそこに集まる民族によって区別され、コーヒーショップでさえセルビア系かクロアチア系か確認される。
| 調査年 | 合計     | クロアチア人      | セルビア人        | その他            |
| ------ | -------- | ----------------- | ----------------- | ----------------- |
| 1961年 | 54,707人 | 24,527人 (44.83%) | 22,774人 (41.63%) | 7,406人 (13.54%)  |
| 1971年 | 76,602人 | 34,629人 (45.21%) | 28,470人 (37.17%) | 13,593人 (17.09%) |
| 1981年 | 81,203人 | 30,157人 (37.14%) | 25,146人 (30.97%) | 25,903人 (31.89%) |
| 1991年 | 84,024人 | 36,910人 (43.93%) | 31,910人 (37.98%) | 15,204人 (18.09%) |
| 2001年 | 31,670人 | 18,199人 (57.46%) | 10,412人 (32.88%) | 3,059人 (9.66%)   |

## 経済

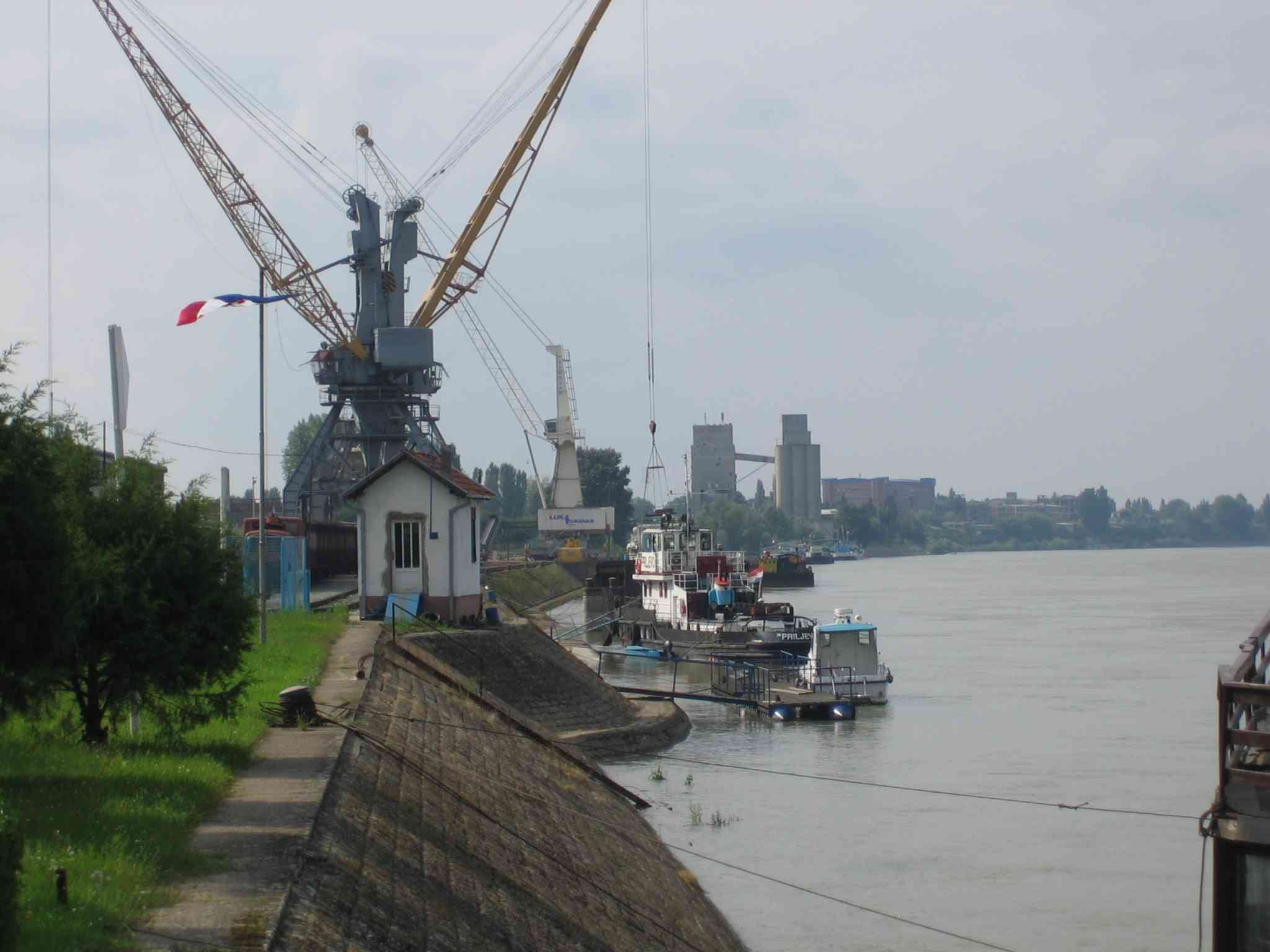
ヴコヴァルはクロアチア最大の川港です

ヴコヴァルはクロアチアでは最大の河港がある町である。町の経済は商業、農業、畜産業、葡萄栽培（ヴィティカルチャー）、食品加工業、製靴業、観光などを基盤としている。紛争終結後もヴコヴァルでは復旧されないままのインフラが残る他、失業率が約40%と推定され高止まりしている。

## 文化
多くの魅力ある建物が紛争の影響によって損害を受けた。もっとも興味を惹くのは貴族であるエルツ家（Eltz）の邸宅で、18世紀に町の中心に建てられたバロック様式の建築物である。フランシスコ会修道院や教区教会である聖ジェームス教会、正教の教会である聖ニコラス教会、ノーベル化学賞を受賞したレオポルト・ルジチカの生家など見所に値する。1998年より平和的な再統合によって、クロアチア人の統制の下多くの建物は再建されたが未だに町には破壊された建物も残されている。
町の郊外に目を向けると、ドナウ川岸沿いにイロク方向へ向かうと重要な考古学的遺跡であるヴチェドル（Vučedol）がある。銅器時代の遺跡で発見された祭礼の器はヴチェドルスカ・ゴルビツァ（vučedolska golubica）と呼ばれヴコヴァルのシンボルと考えられている。ヴチェドル周辺はまた、釣りや河水浴の名所でもある。

## 教育

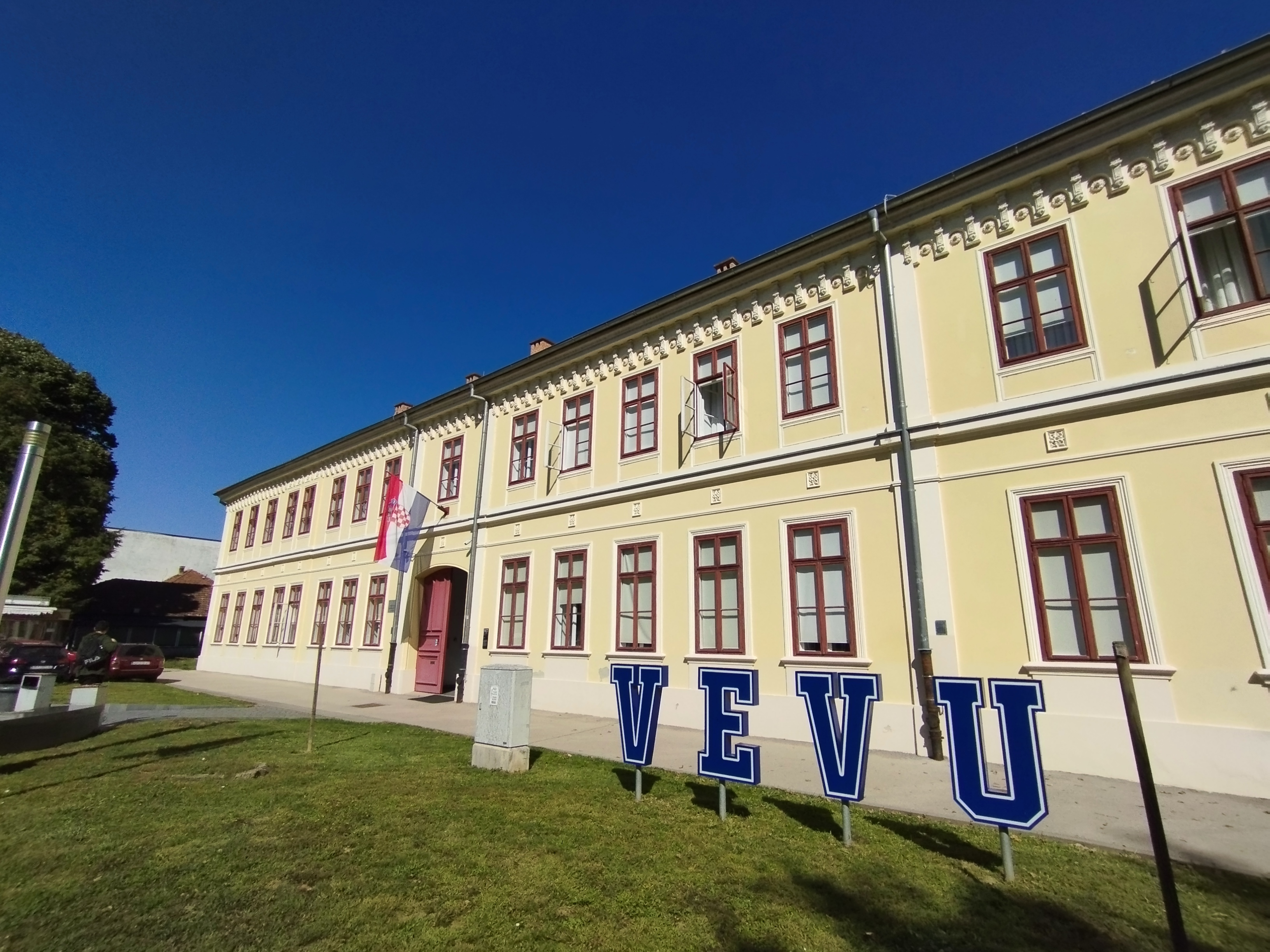
ヴコヴァルの工科大学の古い建物

ヴコヴァルには7つの小学校とギムナジウムと音楽校を含む5つの高校がある。ラヴォスラヴ・ルジチカ・ポリテクニックの本拠地で経済や商業、法学、キネシオロジーなどが学ばれている。加えて、スプリト大学が情報技術や経済、法学の研究室を置いている。同じように、オシエク大学が経済や法学のプログラムを提供している。

## ゆかりの人物
- シニシャ・ミハイロヴィチ - 元サッカー選手、現サッカー指導者
- アレクサンダル・チャヴリッチ - サッカー選手
- レオポルト・ルジチカ - 有機化学者、ノーベル化学賞受賞者
- ミラン・ガイッチ - サッカー選手
- ダミル・クレイラチ - サッカー選手

## 姉妹都市
- バチュ、セルビア [8]
- ドゥブロヴニク、クロアチア